# Galerie Spada
La galerie Spada – en italien Galleria Spada – est un musée d'art italien situé dans le palais Spada, à Rome. Ouverte en 1927, elle se spécialise dans l'art du XVIe siècle et du XVIIe siècle.
Musée d'État, elle est gérée par le Pôle muséal du Latium.

## Collection
- Portrait de musicien, par Titien (vers 1515-1520).
- Trois Têtes, par l'école du Parmigianino (vers 1530-1534).
- Cléopâtre l'Alchimiste, par Lavinia Fontana (vers 1585 ou 1605).
- Vierge à l'Enfant, par Artemisia Gentileschi (vers 1612).
- Sainte Cécile, par Artemisia Gentileschi (vers 1620).

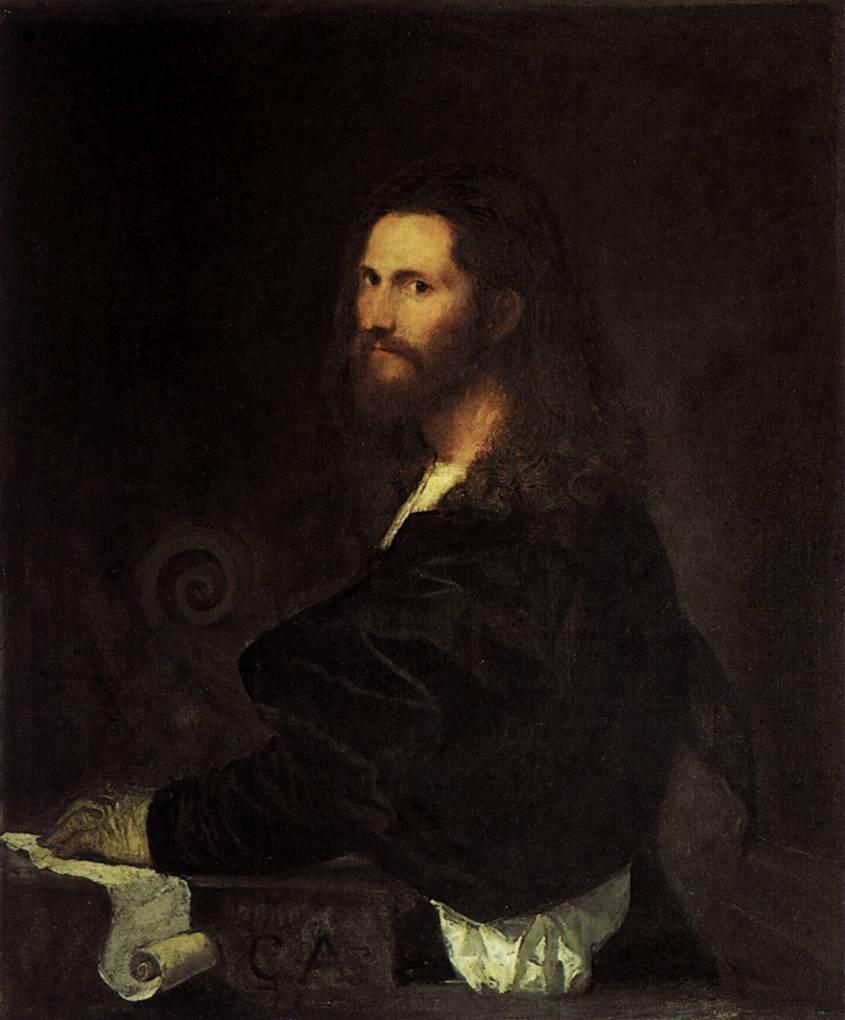
Portrait de musicien, par Titien (vers 1515-1520).
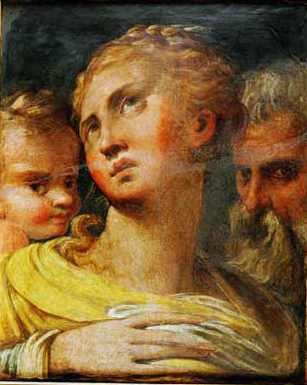
Trois Têtes, par l'école du Parmigianino (vers 1530-1534).
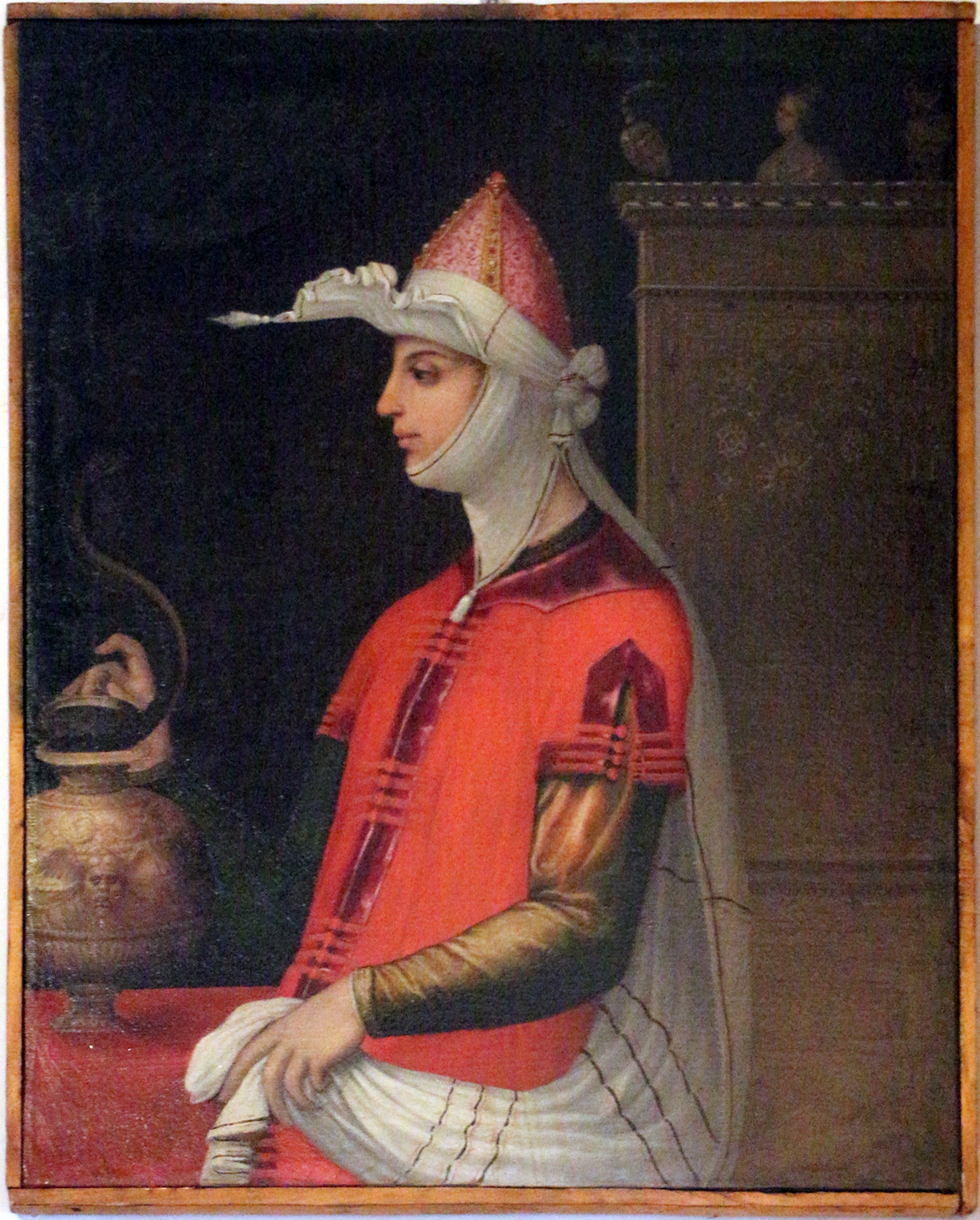
Cléopâtre l'Alchimiste, par Lavinia Fontana (vers 1585 ou 1605).
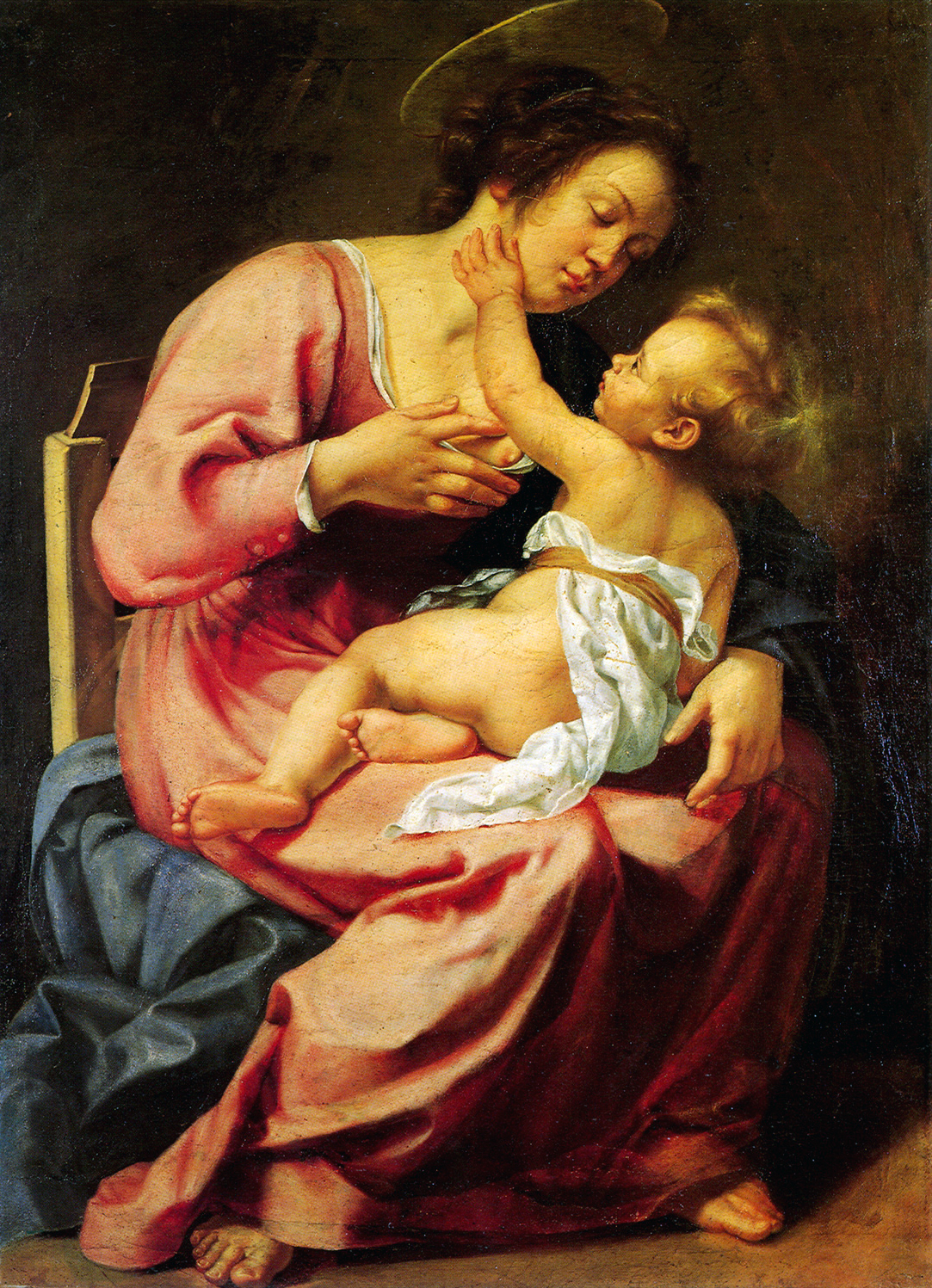
Vierge à l'Enfant, par Artemisia Gentileschi (vers 1612).
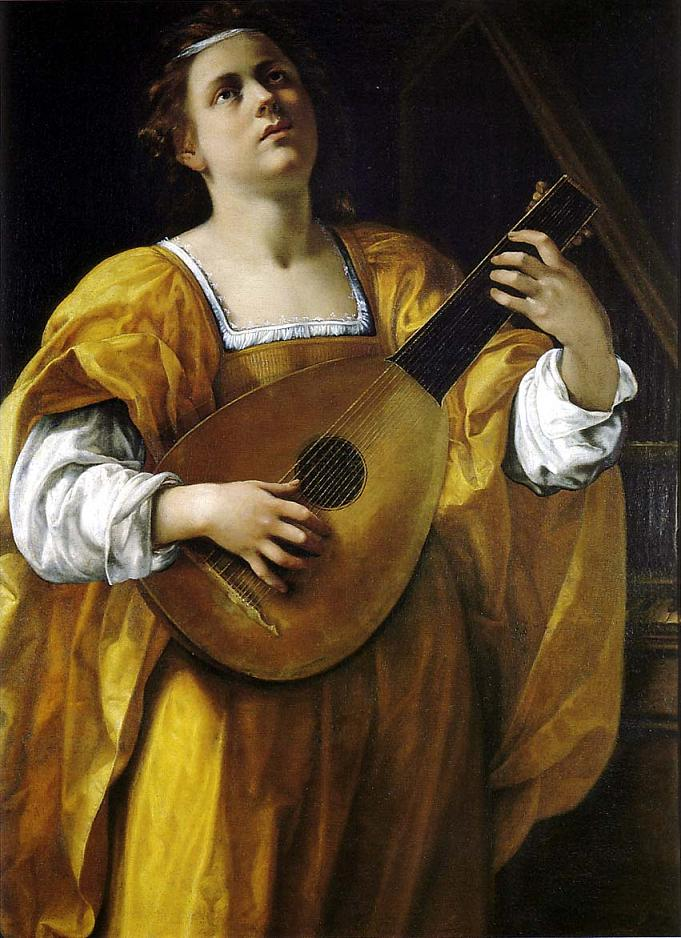
Sainte Cécile, par Artemisia Gentileschi (vers 1620).